# Скребцов, Александр Михайлович
Александр Михайлович Скребцов (укр. Олександр Михайлович Скребцов; род. 1924) — советский и украинский учёный, доктор технических наук, профессор.
Автор имеет более 480 научных работ, в том числе 8 монографий, а также более 40 изобретений СССР и Украины.

## Биография
Родился 2 декабря 1924 года в хуторе Зубовка (ныне хутор Мосьпанов Новооскольского района Белгородской области). В 1940 году его семья переехала на жительство в город Мариуполь.
В 1941 году, после начала Великой Отечественной войны, семья вернулась в родной хутор. Здесь Александр в 1942 году окончил 10-й класс, а в феврале 1943 года был призван в РККА, став участником Великой Отечественной войны. Весной 1946 года демобилизовался из армии.
В 1947 году Александр Скребцов поступил и в 1953 году с отличием окончил Московский институт стали и сплавов (ныне Национальный исследовательский технологический университет «МИСиС») по специальности «Физика металлов». По распределению был направлен в город Жданов (ныне Мариуполь) на металлургический комбинат «Азовсталь», где работал до 1965 года в центральной заводской лаборатории инженером, старшим инженером, руководителем исследовательской группы. В 1961 году он защитил в МИСиС под руководством профессора, доктора химических наук А. А. Жуховицкого диссертацию на соискание ученой степени кандидата технических наук по радиоизотопной тематике на тему «Изучение некоторых вопросов передела фосфористых чугунов с помощью радиоактивных изотопов», а в 1973 году защитил докторскую диссертацию.
С 1965 году Александр Михайлович Скребцов связал свою судьбу со Ждановским металлургическим институт (ныне — Приазовский государственный технический университет). До 1974 года работал доцентом кафедры «Теория металлургических процессов». В 1974 году был утверждён ВАК в звании профессора этой кафедры. В период с 1975 по 1990 год заведовал кафедрой «Литейное производство черных и цветных металлов», организовав на кафедре лабораторию литейного производства. Подготовил 8 кандидатов наук. С 1990 по 2019 год Александр Михайлович работал профессором кафедры «Теория металлургических процессов», ведя основные лекционные курсы «Теоретические основы литейного производства» и «Отверждение и свойства литейных сплавов», руководил подготовкой магистерских дипломных работ и аспирантов. На протяжении многих лет он был членом специализированного совета по защите докторских и кандидатских диссертаций, редактором раздела «Металлургия» сборника научных трудов «Вісник Приазовського державного технічного університету».
Проживает в Мариуполе.

## Семья
Женат на Зое Александровне, их дочь Галина, как и Зоя Александровна, посвятила себя медицине.

## Награды
А. М. Скребцов был награждён орденом Отечественной войны 2-й степени и медалями, включая золотую медаль ВДНХ СССР. Также был удостоен нагрудного знака Минвуза СССР «За отличные успехи в работе» и знака «За добросовестный труд» Приазовского государственного технического университета. Кавалер украинского ордена «За мужество» III степени.